# Neoseiulus segnis
Neoseiulus segnis är en spindeldjursart som först beskrevs av Wainstein och Arutunjan 1970.  Neoseiulus segnis ingår i släktet Neoseiulus och familjen Phytoseiidae. Inga underarter finns listade i Catalogue of Life.